# أنا ذنبي إيه (فلم)
أنا ذنبي إيه هو فيلم مصري عرض عام 1953، بطولة ليلى فوزي ومحسن سرحان، ومن إخراج إبراهيم عمارة.

## قصة الفيلم
يتزوج الدكتور (وحيد) من (ليلى) ابنة العائلة الثرية، وإن كانت أم (ليلى) تعارض هذه الزيجة حيث كانت تطمع في أن تزوجها لأحد الأثرياء، فتستعين بابن أخيها الشرير في خلق المنازعات بين (ليلى)، و(مجدي) حتى ينفصلا بادعاء علاقة مجدي براقصة، لتتصاعد الأحداث.

## طاقم التمثيل
- ليلى فوزي: (ليلى)
- محسن سرحان: (وحيد أبو العز)
- تحية كاريوكا: (فيفي)
- فريد شوقي: (جلال)
- سليمان نجيب: (عامر حسن)
- سعاد مكاوي: (وزة)
- زينب صدقي: (عصمت)
- عزيز عثمان: (خليل)
- ليز ولين: (راقصتان)
- جمالات زايد: (الدادة)
- محمد سليمان
- ميرفت كاظم: (زوجة بيومي العتر)
- محسن حسنين: (بيومي العتر)

## فريق العمل
- إخراج وسيناريو: إبراهيم عمارة
- قصة وحوار: محمد مصطفى سامي
- مدير التصوير: مسعود عيسى
- مونتاج: كمال أبو العلا
- إنتاج: ليلى فيلم
- توزيع: أفلام مصر الحديثة (حسين صدقي)
- تأليف الأغاني: فتحي قورة
- ألحان الأغاني: أحمد صدقي، أحمد صبرة